# Titus the Fox
Titus the Fox ist ein Jump-’n’- Run-Spiel, das vom Unternehmen Titus Interactive ursprünglich für Amiga, Amstrad CPC, Atari ST und DOS entwickelt und publiziert wurde. Die erste Version des Spiels wurde 1991 unter dem Namen Lagaf': Les Aventures de Moktar - Vol 1: La Zoubida für den französischen Markt veröffentlicht. Die internationale Version Titus the Fox: To Marrakech and Back kam 1992 heraus.
Protagonist ist ein Fuchs, der seine in der Sahara entführte Freundin Suzy aus den Händen der Kidnapper befreien muss. Dafür gilt es, ihm bei der Reise durch 15 Levels zu helfen; Ziel des Spielers ist es, Hunden, Bauarbeitern, riesigen Bienen und ähnlichen Gegnern auszuweichen. Dies kann entweder durch geschicktes Hüpfen und Ausweichen, oder durch Nutzung verschiedenster Gegenstände als Wurfgeschosse geschehen. Bemerkenswert ist die Möglichkeit, Gegner "aufzuheben" und diese als Wurfgeschoss zu nutzen.
Das Spiel bietet eine "Speicherfunktion" basierend auf Levelcodes an – diese wurden vom Spiel für jeden individuellen Computer einzeln berechnet.
Das Spiel wurde federführend von Eric Zmiro entwickelt, das Grafikdesign stammt von Francis Fournier und Stephan Beaufils.